# プスコフ県

ロシア帝国におけるプスコフ県の位置（1914年）

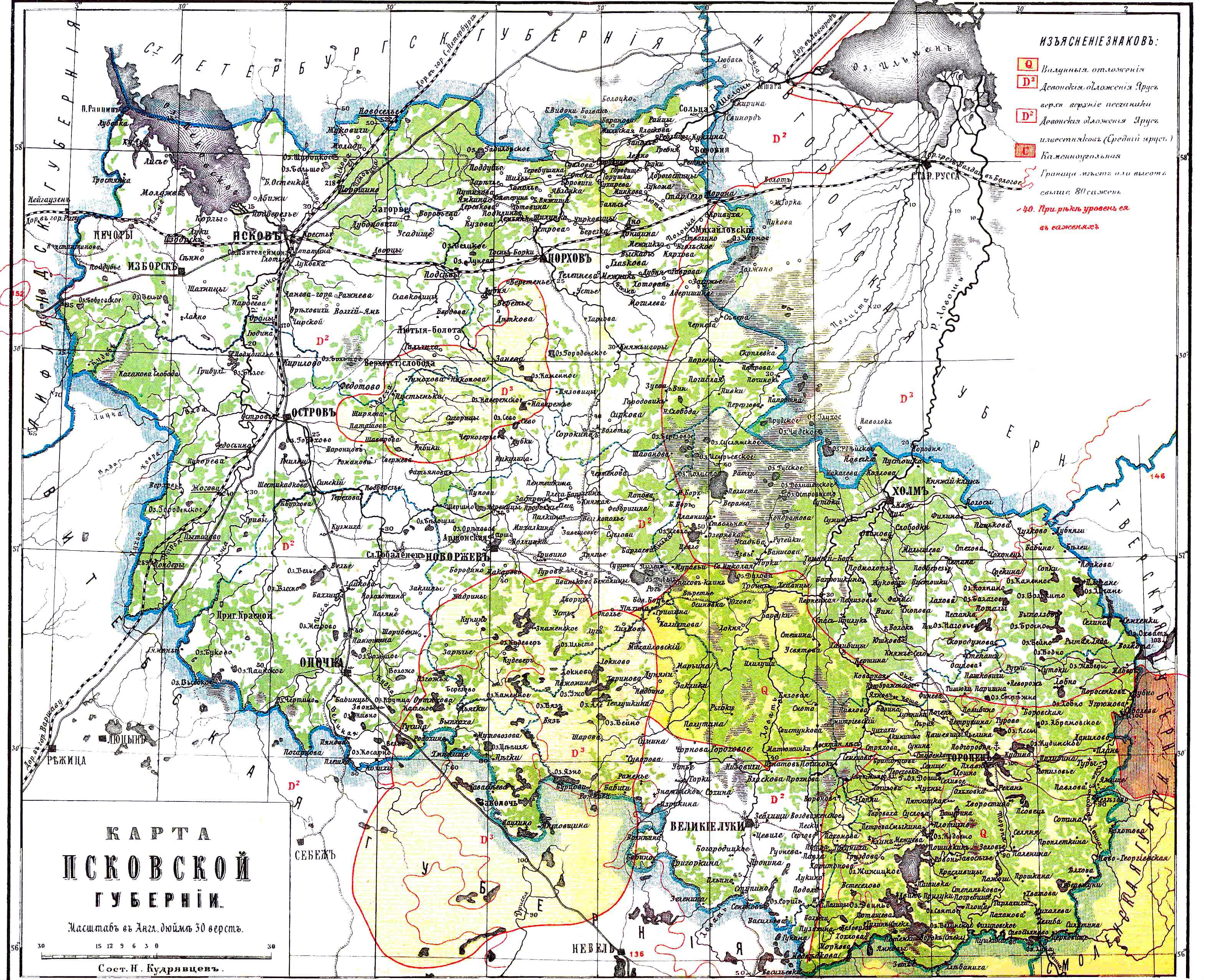
プスコフ県の地図（ブロックハウス・エフロン百科事典）

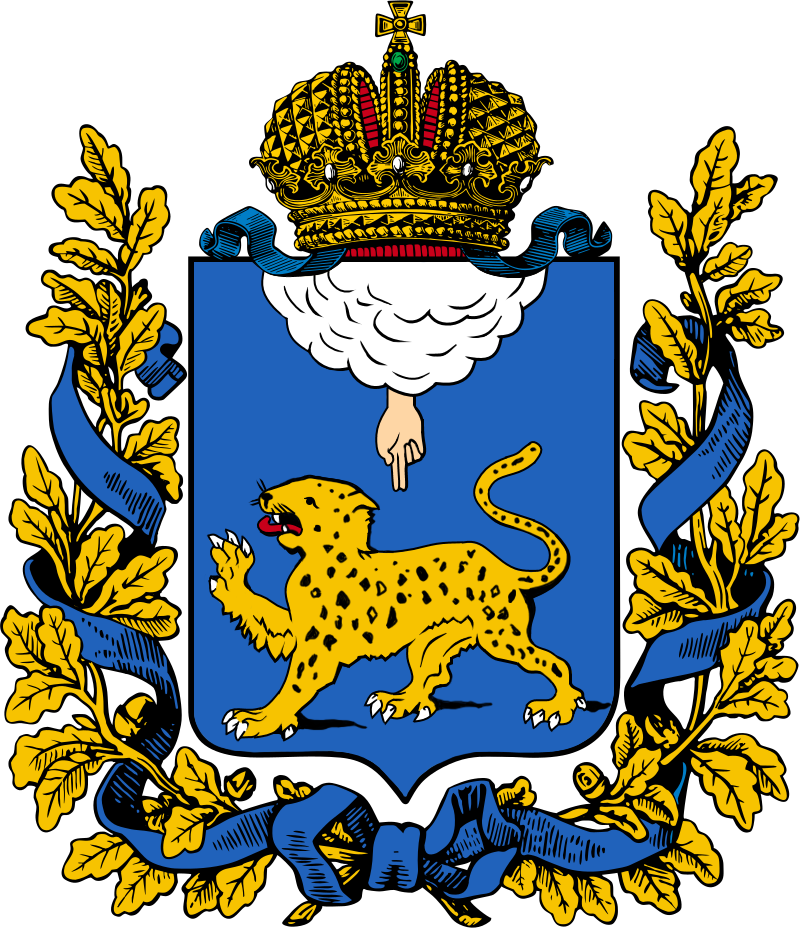
県章

プスコフ県（プスコフけん、ロシア語: Псковская губерния）は帝政ロシア（後にロシア・ソビエト連邦社会主義共和国）の県（グベールニヤ）である。行政中心地はプスコフであった。1772年に成立し、ソ連成立後の1927年に廃止された。廃止された後はレニングラード州の一部となった。

## 歴史

### 前史
後に行政中心地となる都市プスコフは、1510年にヴァシリー3世によってモスクワ大公国に併合されるまで、プスコフ公国の首都であった。プスコフ県域は、1708年にピョートル1世が帝政ロシア領を8つの県に区分した際には、インゲルマンランディヤ県(ru)に含まれていた。また、同県は1710年にサンクトペテルブルク県(ru)に改称した。プロヴィンツィヤ制が発足すると、1719年にサンクトペテルブルク県には下位区分として11のプロヴィンツィヤが制定された。そのうちの1つがプスコフ・プロヴィンツィヤであり、プスコフ、グドフ、イズボルスク、オストロフ、オポーチカ、ホルム、ザヴォロチエ(ru)、プストルジェフ（1777年よりノヴォルジェフに改称）、コブィリスク(ru)を行政中心地とする郡（ウエズド）がさらにプロヴィンツィヤの下位区分として設置された。1727年に、サンクトペテルブルグ県からノヴゴロド県(ru)が分離すると、プスコフ・プロヴィンツィヤはノヴゴロド県の管轄となった。

### 帝政ロシア期
1772年、第1次ポーランド分割によって帝政ロシア領が拡大すると、ノヴゴロド県内のプスコフ・プロヴィンツィヤ並びにヴェリーキエ=ルーキ・プロヴィンツィヤ(ru)に、新たに獲得・新設したドヴィナ・プロヴィンツィヤ(ru)、ポロツク・プロヴィンツィヤ(ru)を加えたプスコフ県が発足した。また、同年末には、当初はモギリョフ県に区分されていたヴィテプスク・プロヴィンツィヤが編入された。なお、発足当時の県都はオポーチカに置かれていた。
1776年の第2次ポーランド分割の後、プスコフ県南部はポロツク県として分離し、ノヴゴロド県からポルホフ郡(ru)、グドフ郡(ru)が編入された。また、行政区改編の際にプスコフが県都となった。
1777年、エカテリーナ2世の行政改革により、地方のグベールニヤがナメストニチェストヴォに改称されたため、名称がプスコフ・ナメストニチェストヴォとなり、その下位区分は10郡（ヴェリーキエ・ルーキ郡(ru)、グドフ郡、ルーガ郡(ru)、オポーチカ郡(ru)、ポルホフ郡、プスコフ郡(ru)、ノヴォルジェフ郡(ru)、トロペツ郡(ru)、ホルム郡(ru)）に整理された。その後1781年にグドフ郡、ルーガ郡がサンクトペテルブルク県に編入され、その翌年にはペチョールィ郡が分離・新設された。
1796年、ナメストニチェストヴォ制が廃止され、再びプスコフ県が設置された。この改編の際に、ペチョールィ郡、ノヴォルジェフ郡、ホルム郡が廃止・統合されるが、1802年にノヴォルジェフ郡、ホルム郡は再設置された。最終的にプスコフ県は8郡となり、帝政ロシア崩壊まで変更はなかった。
| 郡                                                                                           | 行政中心地           | 面積（露里²） | 郷全域人口（人） | 行政中心地人口（人） |
| -------------------------------------------------------------------------------------------- | -------------------- | ------------- | ---------------- | -------------------- |
| 県全体                                                                                       | プスコフ             | 37971.3       | 112,2317         | 7.2598               |
| ヴェリーキエ・ルーキ郡(ru)                                                                   | ヴェリーキエ・ルーキ | 4 173.3       | 12,3779          | 8466                 |
| ノヴォルジェフ郡(ru)                                                                         | ノヴォルジェフ       | 3247.8        | 11,3769          | 2838                 |
| オポーチカ郡(ru)                                                                             | オポーチカ           | 4069.9        | 13,5654          | 5735                 |
| オストロフ郡(ru)                                                                             | オストロフ           | 4357.0        | 16,1877          | 6268                 |
| ポルホフ郡(ru)                                                                               | ポルホフ             | 6045.9        | 17,5853          | 5551                 |
| プスコフ郡(ru)                                                                               | プスコフ             | 5142.2        | 22,6756          | 3,0478               |
| トロペツ郡(ru)                                                                               | トロペツ             | 5222.0        | 9,6472           | 7368                 |
| ホルム郡(ru)                                                                                 | ホルム               | 5713.2        | 8,8157           | 5894                 |
| [註] ・面積は平方ベルスタ（露里）。1ベルスタ = 約1067メートル。 ・人口は1897年の統計による。 |                      |               |                  |                      |

| 郡                     | ロシア人 | エストニア人 | ラトビア人 | ユダヤ人 | フィン人 |
| ---------------------- | -------- | ------------ | ---------- | -------- | -------- |
| 県全体                 | 94.7%    | 2.3%         | …          | …        | …        |
| ヴェリーキエ・ルーキ郡 | 96.7%    | …            | …          | …        | …        |
| ノヴォルジェフ郡       | 97.9%    | …            | …          | …        | …        |
| オポーチカ郡           | 98.5%    | …            | …          | …        | …        |
| オストロフ郡           | 96.5%    | …            | 1.8%       | …        | …        |
| ポルホフ郡             | 97.8%    | …            | …          | …        | …        |
| プスコフ郡             | 87.5%    | 7.8%         | 1.7%       | …        | …        |
| トロペツ郡             | 92.7%    | 3.0%         | 1.4%       | 1.7%     | …        |
| ホルム郡               | 93.4%    | 2.5%         | 1.1%       | …        | 1.1%     |

### ソビエト連邦期
1917年の十月革命の後、バルト三国が独立したことで、1920年にプスコフ県の西部はエストニア、ラトビア領となった（プィタロヴォ等）。1924年にヴィテプスク県からヴェリジ郡(ru)、ネヴェリ郡(ru)、セヴェジ郡(ru)が編入した。この改編後のプスコフ県の面積は5,1716Km²であり、1926年時点で人口は178万8418人となっていた。なお、1918年4月に、プスコフ県は他の7県と共に、北部州共産自治体連合(ru)の行政下位区分となったが、この行政単位は1919年には廃止されている。
1927年、レニングラード州に統合される形で、プスコフ県は廃止された。